# Disporum
Disporum, biljni rod trajnica iz porodice mrazovčevki, smješten u tribus Uvularieae. Postoji 24 priznatih vrsta raširenih po istočnoj Aziji.

## Opis
Disporum je rod od oko 20 biljaka koje su porijeklom iz južne i istočne Azije na višim nadmorskim visinama. To su grupne i rizomske vrste koje imaju viseće cvjetove u obliku zvona na krajevima stabljika koji privlače leptire. Narast će do 3 stope u visinu s lučnim stabljikama i atraktivnim zelenim lišćem. Neke se sorte brzo šire pomoću rizoma. Američke autohtone vrste koje su izvorno bile uključene u ovaj rod sada su smještene u rod Prosartes.

## Vrste
1. Disporum acuminatissimum W.L.Sha
2. Disporum acuminatum C.H.Wright
3. Disporum bodinieri (H.Lév. & Vaniot) F.T.Wang & Tang
4. Disporum calcaratum D.Don
5. Disporum cantoniense (Lour.) Merr.
6. Disporum hainanense Merr.
7. Disporum × hishiyamanum K.Suzuki
8. Disporum jinfoshanense X.Z.Li, D.M.Zhang & D.Y.Hong
9. Disporum kawakamii Hayata
10. Disporum leucanthum H.Hara
11. Disporum longistylum (H.Lév. & Vaniot) H.Hara
12. Disporum lutescens (Maxim.) Koidz.
13. Disporum megalanthum F.T.Wang & Tang
14. Disporum mishmiensis Hareesh & M.Sabu
15. Disporum nanchuanense X.X.Zhu & S.R.Yi
16. Disporum sessile D.Don ex Schult. & Schult.f.
17. Disporum shimadae Hayata
18. Disporum sinovietnamicum R.C.Hu & Y.Feng Huang
19. Disporum smilacinum A.Gray
20. Disporum tonkinense Koyama
21. Disporum trabeculatum Gagnep.
22. Disporum uniflorum Baker
23. Disporum viridescens (Maxim.) Nakai
24. Disporum xilingense X.X.Zhu & Lin Zhang

## Sinonimi
- Drapiezia Blume